# Книттельфельд (округ)
Книттельфельд (нем. Bezirk Knittelfeld) — бывший политический округ в Австрии, в составе федеральной земли Штирия. Административный центр округа — город Книттельфельд. С 1 января 2012 года округ в составе политического округа Мурталь. До слияния с политическим округом Юденбург занимал площадь 57 811,30 га с населением 29 096 чел. (31.10.2011 г., перепись). Плотность населения 50,33 чел./км2. Землеобеспеченность — 19 869 м2/чел.

## Административные подразделения
Основная статья: см. Книттельфельд (общины)

### Политические общины

#### Список общин
Легенда к списку общин

- 1-й показатель — номер по порядку;
- 2-й показатель — пятизначный идентификационный код политической общины с 01.01.2015 г. (после ликвидации политического округа);
- 3-й показатель — пятизначный идентификационный код политической общины в период 01.01.2012—01.01.2015 гг. (после ликвидации политического округа);
- 4-й показатель — пятизначный идентификационный код политической общины до 01.01.2012 г.;
- 5-й показатель — название политической общины на русском языке;
- 6-й показатель — оригинальное название политической общины на немецком языке (выделено «курсивом» и приведено в скобках);
- 7-й показатель — численность населения политической общины по оценке на 01.01.2012 г. (указана в скобках) на момент ликвидации политического округа[3].

Примечание: Пятизначный идентификационный код 00000, приведенный для конкретной политической общины, означает отсутствие явления.
Политические общины по состоянию на 01.01.2012 г.
Городские общины
1. * 62041 * 62013 * 60907 * Книттельфельд (Knittelfeld) — (11.552)
2. * 62047 * 62035 * 60914 * Шпильберг (Spielberg (Steiermark)) — (5.125)

Ярмарочные общины
1. * 62034 * 62034 * 60913 * Зеккау (Seckau) — (1.262)
2. * 62014 * 62014 * 60908 * Кобенц (Kobenz) — (1.840)

Сельские общины
1. * 00000 * 62002 * 60901 * Апфельберг (Apfelberg) — (1.135)
2. * 62008 * 62008 * 60904 * Галь (Gaal) — (1.433)
3. * 62039 * 62009 * 60905 * Грослобминг А) (Großlobming) — (1.191)
4. * 00000 * 62012 * 60906 * Клайнлобминг (Kleinlobming) — (655)
5. * 00000 * 62022 * 60909 * Рахау (Rachau) — (607)
6. * 00000 * 62028 * 60910 * Санкт-Лоренцен-бай-Книттельфельд (Sankt Lorenzen bei Knittelfeld) — (796)
7. * 00000 * 62029 * 60911 * Санкт-Марайн-бай-Книттельфельд (Sankt Marein bei Knittelfeld) — (1.226)
8. * 62046 * 62030 * 60912 * Санкт-Маргаретен-бай-Книттельфельд (Sankt Margarethen bei Knittelfeld) — (1.334)
9. * 00000 * 62005 * 60902 * Файстриц-бай-Книттельфельд (Feistritz bei Knittelfeld) — (773)
10. * 00000 * 62006 * 60903 * Флачах (Flatschach) — (204)

Примечание:
- А) С 1 января 2016 года — Лобмингталь (Lobmingtal)[4][5]

### Ортшафты (населённые пункты и поселения)
Основная статья см.: Книттельфельд (ортшафты)
Список населённых пунктов и (или) поселений (ортшафтов) по состоянию на 01.05.2015 г.
Легенда к списку ортшафтов:
- «полужирным» шрифтом выделены административные центры (нем. Hauptort) политических общин до 31.12.2014 г. включительно.

А
```
Айнхёрн
 
(Einhörn)
 — (121)

Альтендорф
 
(Altendorf (Steiermark))
 — (211)

Апфельберг
 
(Apfelberg)
 — (235)
```

Б
```
Бишоффельд
 
(Bischoffeld)
 — (302)
```

В
```
Вайерн
 
(Weyern (Gemeinde Spielberg))
 — (141)

Вассерлайт
 
(Wasserleith)
 — (109)
```

Г
```
Галь
 
(Gaal)
 — (123)

Гальграбен
 
(Gaalgraben)
 — (127)

Глайн
 
(Glein (Gemeinde Sankt Margarethen bei Knittelfeld))
 — (144)

Гоберниц
 
(Gobernitz)
 — (138)

Готсбах
 
(Gottsbach)
 — (23)

Грайт 
(община Санкт-Марайн-Файстриц)
 
(Greith (Gemeinde Sankt Marein-Feistritz))
 — (129)

Граден
 
(Graden (Gemeinde Gaal))
 — (272)

Грослобминг
 
(Großlobming)
 — (1 192)
```

Д
```
Дюрнберг
 
(Dürnberg)
 — (186)
```

З
```
Захендорф
 
(Sachendorf)
 — (275)

Зеккау
 
(Seckau)
 — (603)

Зоннвендорф
 
(Sonnwenddorf)
 — (186)
```

И
```
Ингеринг І
 
(Ingering I)
 — (97)

Ингеринг II
 
(Ingering II)
 — (270)
```

К
```
Клайнлобминг
 
(Kleinlobming)
 — (370)

Книпас
 
(Kniepaß)
 — (8)

Книттельфельд
 
(Knittelfeld)
 — (11 375)

Кобенц
 
(Kobenz)
 — (629)

Кройсбах
 
(Kroisbach)
 — (70)
```

Л
```
Лайнг
 
(Laing)
 — (41)

Лайстах
 
(Leistach)
 — (7)

Ландшах
 
(Landschach)
 — (936)

Лас
 
(Laas (Gemeinde Sankt Marein-Feistritz))
 — (64)

Линд
 
(Lind (Gemeinde Spielberg))
 — (336)
```

М
```
Масвег
 
(Maßweg)
 — (394)

Миттербах
 
(Mitterbach)
 — (150)

Миттерлобминг
 
(Mitterlobming)
 — (241)

Миттерфельд
 
(Mitterfeld (Gemeinde Sankt Marein-Feistritz))
 — (14)

Мос
 
(Moos (Gemeinde Sankt Marein-Feistritz))
 — (6)
```

Н
```
Нойхаутценбихль
 
(Neuhautzenbichl)
 — (217)

Нойхофен
 
(Neuhofen)
 — (180)
```

О
```
Обермур
 
(Obermur)
 — (18)

Оберфаррах
 
(Oberfarrach)
 — (94)
```

П
```
Паузендорф
 
(Pausendorf)
 — (787)

Пихль 
(община Санкт-Маргаретен-бай-Книттельфельд)
 
(Pichl (Gemeinde Sankt Margarethen bei Knittelfeld))
 — (24)

Пранкх
 
(Prankh)
 — (123)

Прег
 
(Preg)
 — (74)

Преграбен
 
(Preggraben)
 — (103)

Пухшахен
 
(Puchschachen)
 — (183)
```

Р
```
Райферсдорф
 
(Reifersdorf)
 — (123)

Расниц
 
(Raßnitz)
 — (237)

Рахау
 
(Rachau)
 — (302)

Ритцендорф
 
(Ritzendorf(Gemeinde Sankt Margarethen bei Knittelfeld))
 — (15)
```

С
```
Санкт-Бенедиктен
 
(Sankt Benedikten)
 — (23)

Санкт-Лоренцен-бай-Книттельфельд
 
(Sankt Lorenzen bei Knittelfeld)
 — (493)

Санкт-Марайн-бай-Книттельфельд
 
(Sankt Marein bei Knittelfeld)
 — (299)

Санкт-Маргаретен-бай-Книттельфельд
 
(Sankt Margarethen bei Knittelfeld)
 — (799)

Санкт-Маргаретен-бай-Книттельфельд-Зидлунг
 
(Sankt Margarethen bei Knittelfeld Sdlg)
 — (115)

Санкт-Марта
 
(Sankt Martha)
 — (190)
```

У
```
Угендорф
 
(Ugendorf)
 — (161)

Унтермур
 
(Untermur)
 — (6)

Унтерфаррах
 
(Unterfarrach)
 — (202)
```

Ф
```
Файстриц-бай-Книттельфельд
 
(Feistritz bei Knittelfeld)
 — (582)

Файстрицграбен 
(община Санкт-Марайн-Файстриц)
 
(Feistritzgraben (Gemeinde Sankt Marein-Feistritz))
 — (1)

Фенч
 
(Fentsch)
 — (130)

Фёчах
 
(Fötschach)
 — (36)

Флачах
 
(Flatschach)
 — (181))

Фрессенберг
 
(Fressenberg)
 — (45)
```

Х
```
Харт
 
(Hart)
 — (148)

Хаутценбихль
 
(Hautzenbichl)
 — (337)

Хоф
 
(Hof (Gemeinde Sankt Marein-Feistritz))
 — (115)
```

Ш
```
Шаттенберг
 
(Schattenberg)
 — (151)

Шёнберг
 
(Schönberg (Gemeinde Spielberg))
 — (10)

Шпильберг
 
(Spielberg (Steiermark))
 — (2 910)

Шютт
 
(Schütt (Gemeinde Sankt Margarethen bei Knittelfeld))
 — (4)
```

## Лицензия
- Лицензия: Namensnennung 3.0 Österreich (CC BY 3.0 AT) (нем.)